# 26. avgust
26. avgust je 238. dan leta (239. v prestopnih letih) v gregorijanskem koledarju. Ostaja še 127 dni.

## Dogodki
- 1071 – v bitki pri Manzikertu turški seldžuki ujamejo cesarja Roman VI. Diogena in njegovo vojsko
- 1276 – v bitki na Moravskem polju pri Dürnkrutu Ladislav IV. Ogrski in Rudolf I. Habsburški premagata češkega kralja Otokarja II. Přemysla.
- 1346 – v bitki pri Crécyju (stoletna vojna) Angleži odločujoče porazijo Francoze
- 1778 – Luka Korošec, Matevž Kos, Štefan Rožič in Lovrenc Willomitzer se na pobudo Žige Zoisa kot prvi povzpnejo na Triglav
- 1789 – francoska ustavodajna skupščina sprejme Izjavo o pravicah človeka in državljana
- 1907 – na Kranjskem stopi v veljavo nov deželnozborski volilni red
- 1914 – začne se petdnevna bitka za Tannenberg
- 1920 – ženske v celotnih ZDA dobijo volilno pravico
- 1922 – Atatürkove sile pri Afyonu dosežejo odločilno zmago nad grško vojsko in jo prisilijo k umiku iz Male Azije
- 1939 – podpis sporazuma Cvetković-Maček
- 1940 – Čad se pridruži Svodobni Franciji
- 1943 – Združeno kraljestvo, ZDA in ZSSR priznajo CFLN (Francoski narodnoosvobodilni komite - Comité français de Libération nationale)
- 1944 – Charles de Gaulle pride v Pariz
- 1945 – na tretjem zasedanju AVNOJa v Beogradu se le ta preimenuje v začasno narodno skupščino in sprejme resolucijo o krajih, ki so jih priključili Jugoslaviji
- 1978 – papež Janez Pavel I. začne 34 dnevni pontifikat
- 1996 – južnokorejsko sodišče obsodi bivšega predsednika Čun Du Hwana na smrt
- 2008 – Rusija prizna Abhazijo kot samostojno državo

## Rojstva
- 1366 – Konrad Kyeser, nemški vojaški inženir († 1405)
- 1451 – Krištof Kolumb, italijansko-španski pomorščak (domnevni datum rojstva) († 1506)
- 1728 – Johann Heinrich Lambert, nemški matematik, fizik, astronom († 1777)
- 1740 – Joseph Michel Montgolfier, francoski balonar († 1810)
- 1743 – Antoine-Laurent de Lavoisier, francoski kemik († 1794)
- 1800 – Félix-Archimède Pouchet, francoski naravoslovec († 1872)
- 1810 – Andrej Čehovin, slovenski baron in častnik († 1855)
- 1814 – Janez Avguštin Puhar, slovenski fotograf, izumitelj († 1864)
- 1873 – Lee De Forest, ameriški elektronik, izumitelj († 1961)
- 1880 – Guillaume Apollinaire, francoski pisatelj, pesnik, kritik poljsko-italijanskega rodu († 1918)
- 1882 – James Franck, nemški fizik, nobelovec 1925 († 1964)
- 1885:
  - Jules Romains, francoski pesnik († 1972)
  - Fernand de Brinon, francoski novinar, politik († 1947)
- 1897 – Jun Boseon,  južnokorejski predsednik († 1990)
- 1898 – Peggy Guggenheim, ameriška zbiralka umetnin († 1979)
- 1913 – Boris Pahor, slovenski pisatelj († 2022)
- 1914 – Julio Cortázar, argentinski pisatelj († 1984)
- 1920 – Ida Cadorin Barbarigo, italijanska slikarka († 2018)
- 1951 – Edward Witten, ameriški matematik in fizik
- 1954 – Tomo Križnar, slovenski popotnik in borec za človekove pravice
- 1958 – Marko Modic, slovenski fotograf in slikar
- 1980 – Macaulay Culkin, ameriški igralec

## Smrti
- 1192 – Kilidž Arslan II., seldžuški sultan Sultanata Rum
- 1278 – Otokar II. Pšemisl, češki kralj (* 1233)
- 1305 – Valter iz Winterburna, angleški teolog in filozof, spovednik kralja Edvarda I.
- 1346:
  - Ivan Slepi, češki kralj (* 1296)
  - Karel II., francoski plemič, grof Alençona (* 1297)
  - Ludvik I., flandrijski grof (* 1304)
  - Ludvik II., grof Bloisa
  - Rudolf Lotarinški, vojvoda Zgornje Lorene (* 1320)
- 1349 – Thomas Bradwardine, angleški nadškof, matematik (* 1295)
- 1399 – Mihael II., tverski knez, vladimirski veliki knez (* 1333)
- 1506 – Sesshu Toyo, japonski zen budistični menih, slikar in estetik (* 1420)
- 1572 – Petrus Ramus, francoski renesančni humanist in nasprotnik sholastike (* 1515)
- 1595 – António Prior do Crato, portugalski duhovnik (* 1531)
- 1666 – Frans Hals, nizozemski slikar (* 1580 ali 1581)
- 1795 – Alessandro Cagliostro, italijanski pustolovec in prevarant (* 1743)
- 1865 – Johann Franz Encke, nemški astronom (* 1791)
- 1884 – Antonio García Gutiérrez, španski dramatik (* 1813)
- 1895 – Johann Friedrich Miescher, švicarski biolog (* 1844)
- 1910 – William James, ameriški psiholog in filozof (* 1842)
- 1921 – Ludwig Thoma - Peter Schlemihl, nemški pisatelj (* 1867)
- 1945 – Franz Werfel, avstrijski pesnik, pisatelj, dramatik judovskega rodu (* 1890)
- 1974 – Charles Lindbergh, ameriški letalec (* 1902)
- 1978 – Charles Boyer, francosko-ameriški filmski igralec (* 1897)
- 1987 – Georg Wittig, nemški kemik, nobelovec 1979 (* 1897)
- 1990 – Mário Coelho Pinto de Andrade, angolski pesnik, politik (* 1928)
- 1990 – Minoru Honda, japonski astronom (* 1913)
- 1998 – Frederick Reines, ameriški fizik, nobelovec 1995 (* 1918)
- 2019 – Zmago Modic, slovenski slikar (* 1953)